# 伏爾加列琴斯克
57°26′N 41°10′E / 57.433°N 41.167°E
伏爾加列琴斯克 （俄语：Волгоре́ченск）是俄羅斯科斯特羅馬州西南部的一個城市，位於伏爾加河畔，南距科斯特羅馬40公里。2002年人口27,392人。
1964年建立，1994年設市。